# Kutno (stacja kolejowa)
Kutno – stacja kolejowa w Kutnie, w województwie łódzkim, w Polsce. Położona jest w ciągu międzynarodowej linii kolejowej E20 Berlin – Moskwa. Według klasyfikacji PKP ma kategorię dworca regionalnego. Na stacji zatrzymują się pociągi wszystkich kategorii, oprócz EIP: pociągi osobowe, pospieszne i ekspresowe obsługiwane przez 4 zadaszone perony. Za stacją w kierunku Poznania (zachodnim) istnieje stacja towarowa i osobowa Kutno Azory.

## Ruch pasażerski
| Rok  | Wymiana roczna | Wymiana pasażerska na dobę | Miejsce w Polsce |
| ---- | -------------- | -------------------------- | ---------------- |
| 2017 | 1 060 000      | 2900                       | 83.              |
| 2018 | 1 020 000      | 2800                       | bd.              |
| 2019 | 1 020 000      | 2800                       | 96.              |
| 2020 | 549 000        | 1500                       | 156.             |
| 2021 | 657 000        | 1800                       | 146.             |
| 2022 | 1 095 000      | 3000                       | 119.             |
| 2023 | 1 350 500      | 3700                       | 102.             |

## Modernizacja
W 2011 roku rozpoczął się generalny remont budynku dworca. 11 czerwca 2012 otwarto dworzec dla podróżnych, przebudowany kosztem ponad 13 mln zł. W obrębie stacji znajduje się również czynna lokomotywownia. W 2017 rozpoczął się remont 4 peronów wraz z wszystkimi torami i całą siecią trakcyjną. Prace budowlane miały zakończyć się pod koniec 2023 roku.

## Stacja kolejowa Kutno w kulturze
Zespół Kult śpiewał o tym dworcu w utworze pt. "Polska":
Czy byłeś kiedyś w Kutnie na dworcu w nocy
Jest tak brudno i brzydko, że pękają oczy 
O Kutnie śpiewali także: Grzegorz Turnau "O Kutno" oraz Andrzej Rosiewicz "podróż poślubna do Kutna".

## Galeria

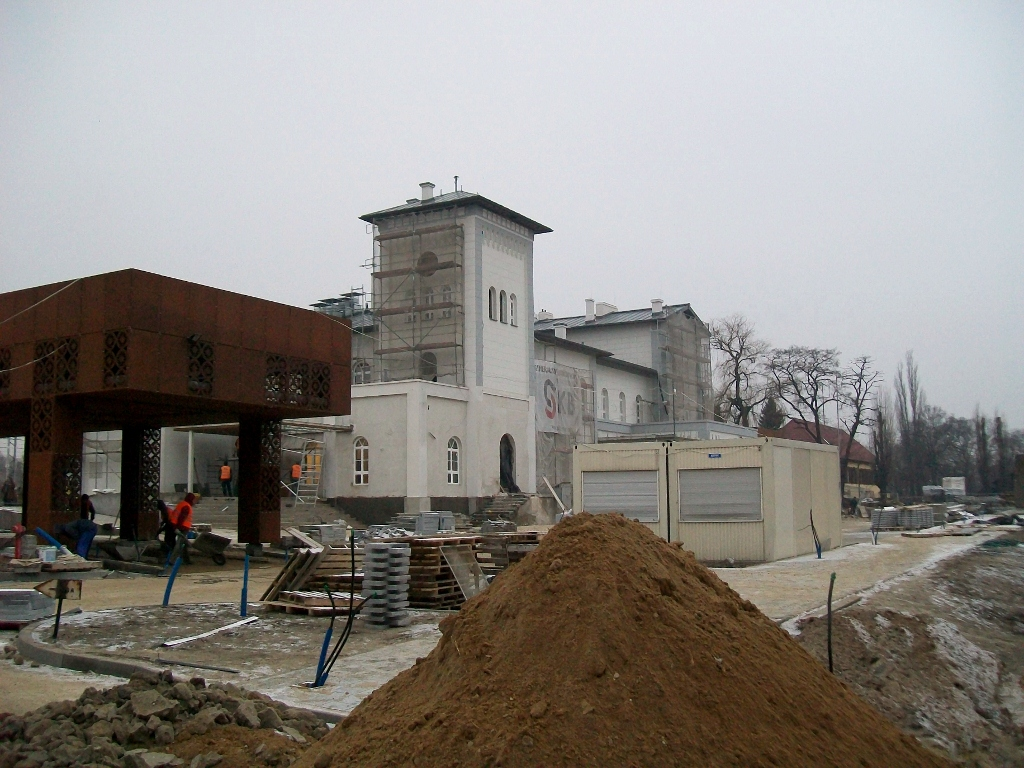
Dworzec podczas remontu generalnego, widok od strony miasta, grudzień 2011
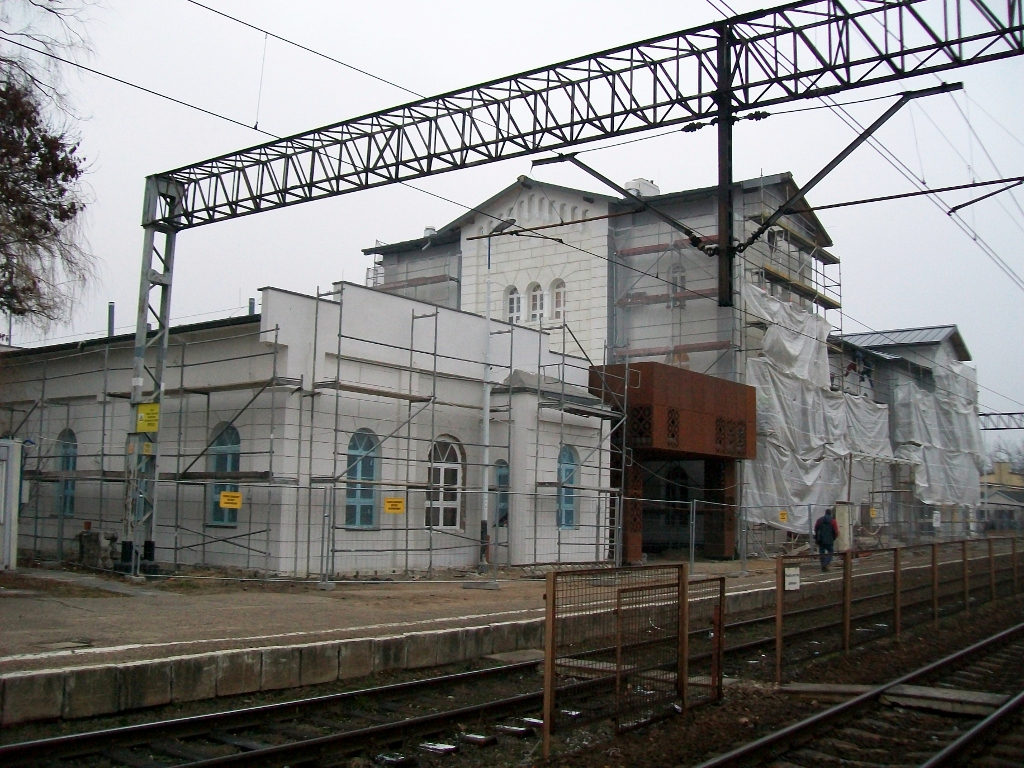
Dworzec podczas remontu generalnego, widok od strony peronów, grudzień 2011
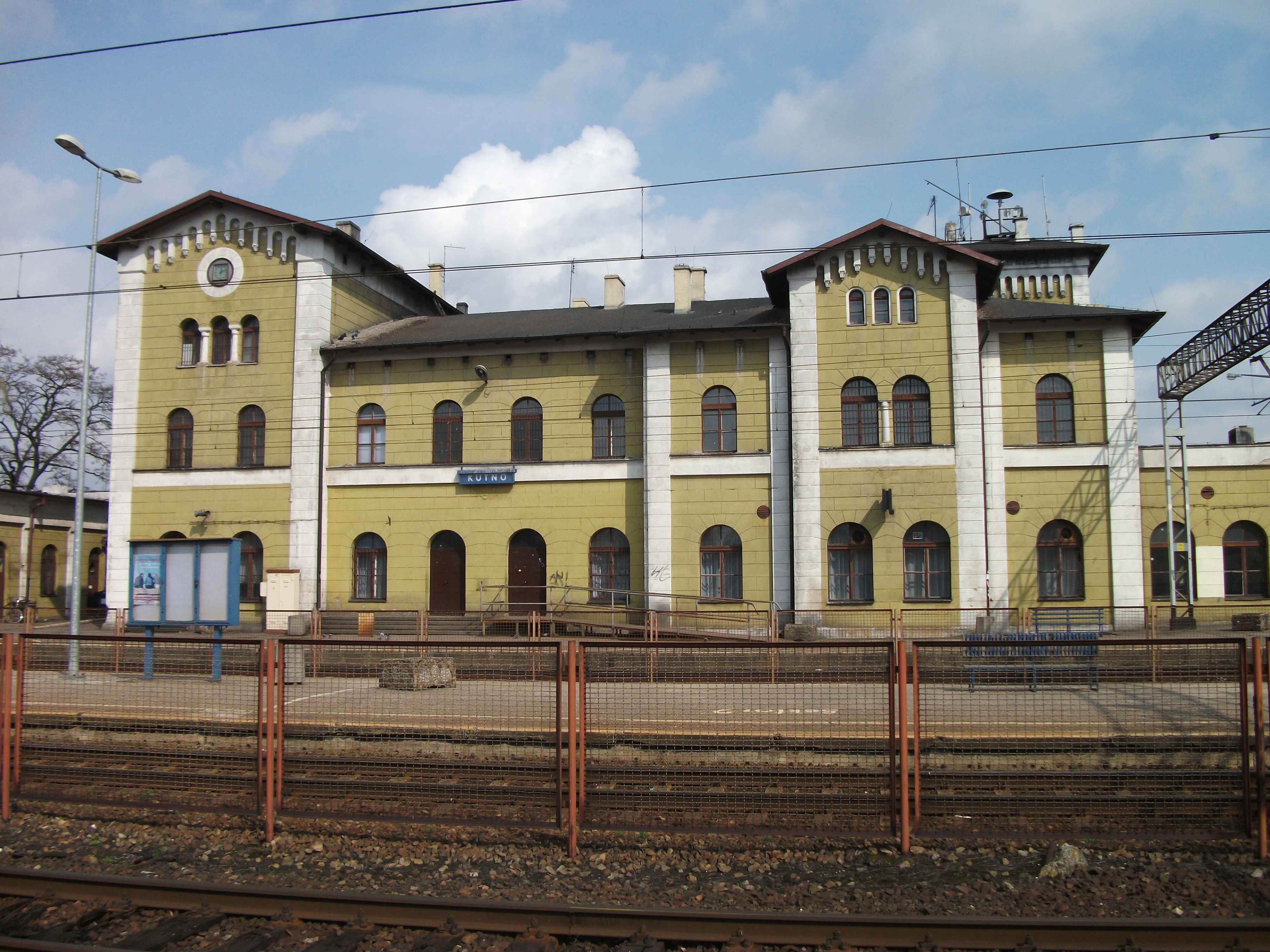
Widok dworca od strony peronów
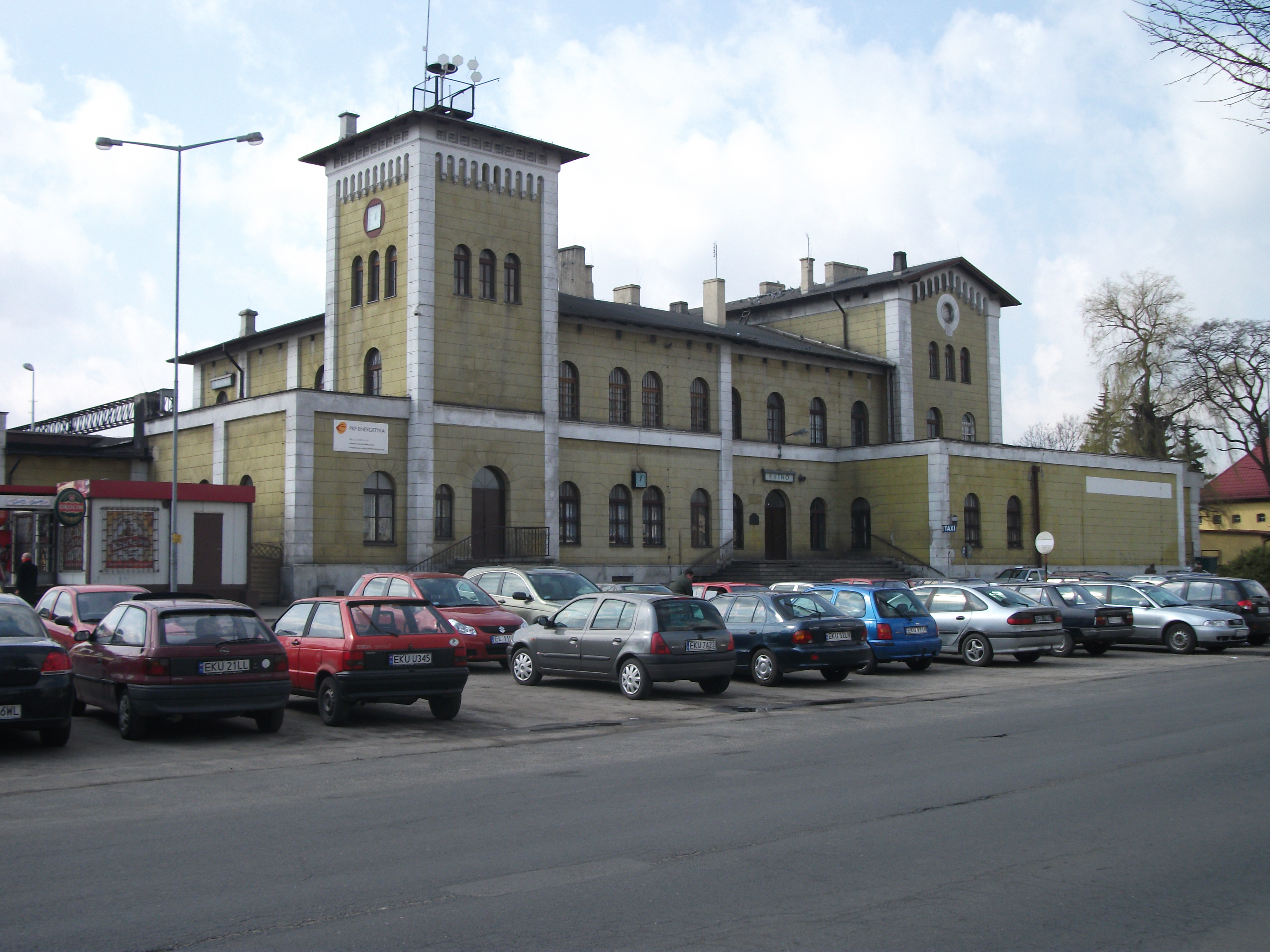
Widok dworca od strony miasta
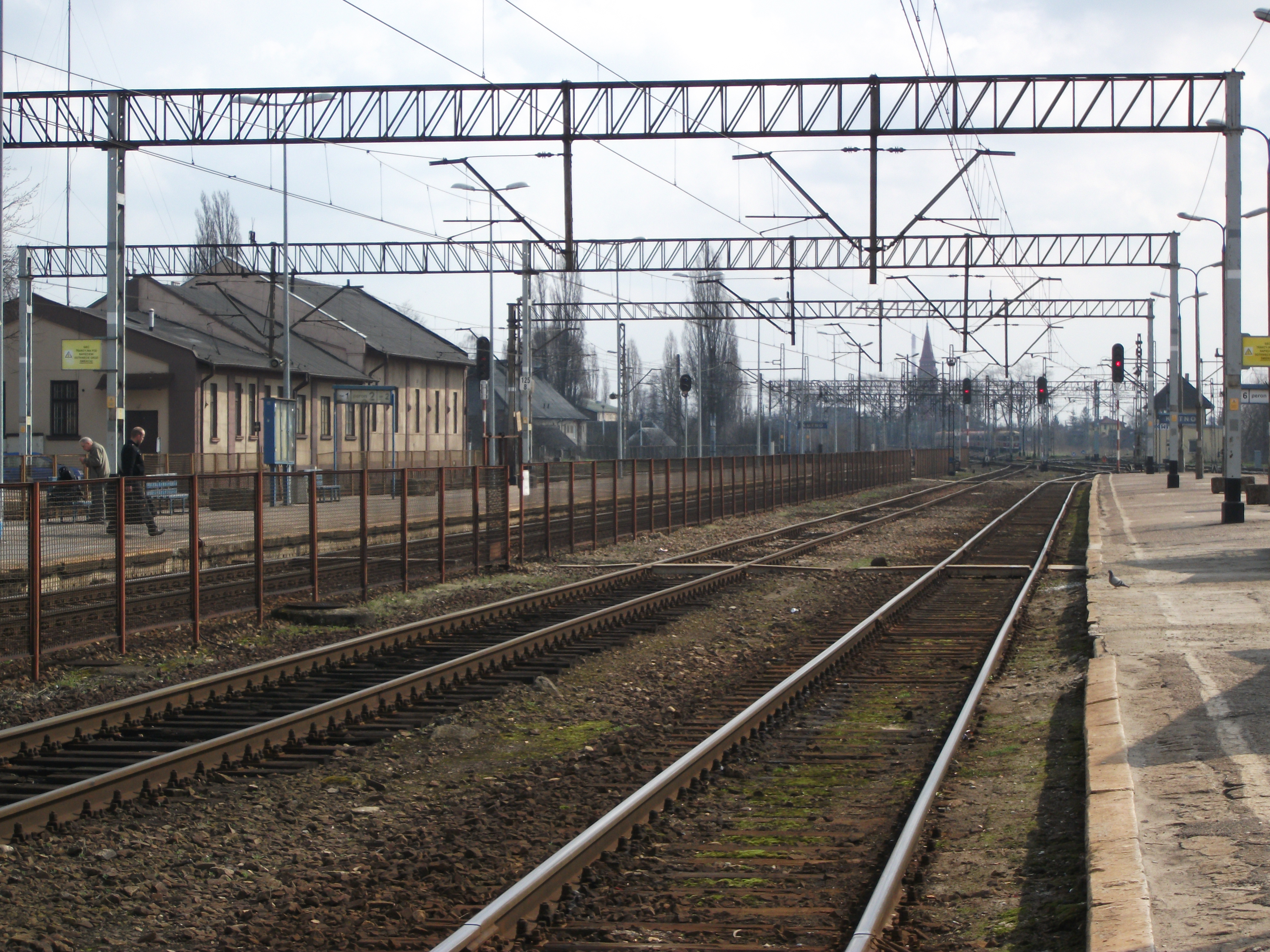
Widok w kierunku wschodnim
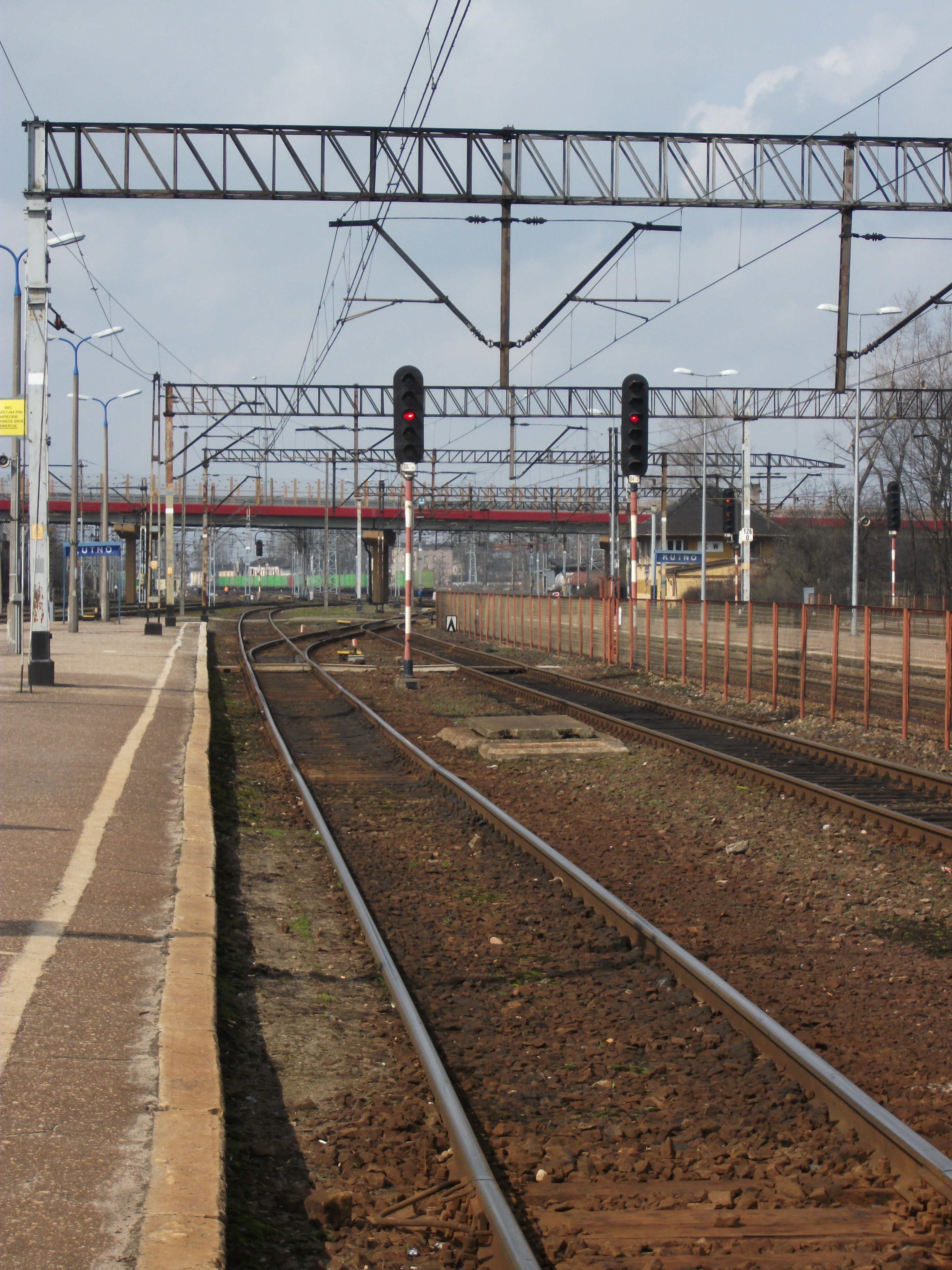
Widok w kierunku zachodnim
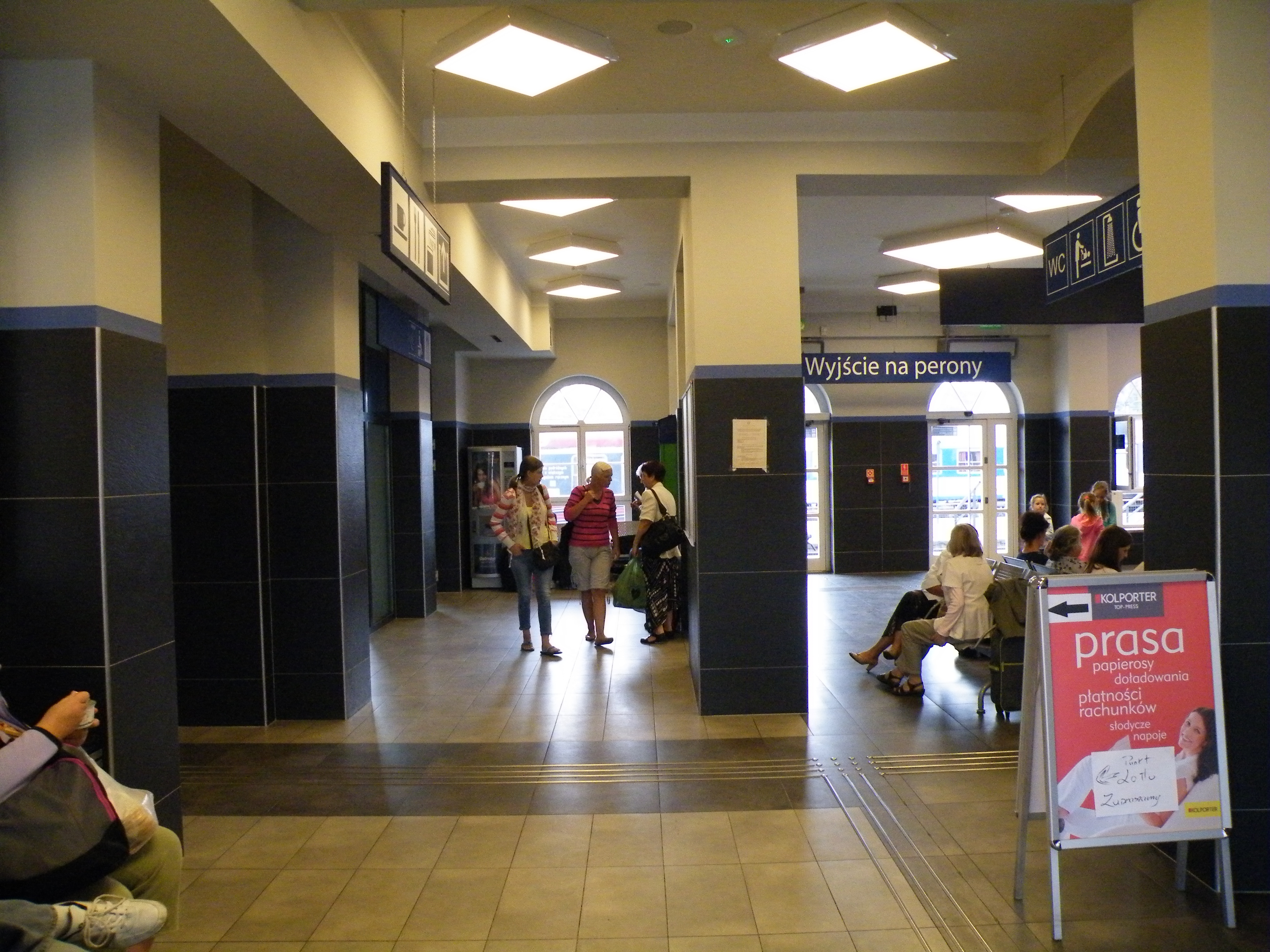
Wnętrze dworca
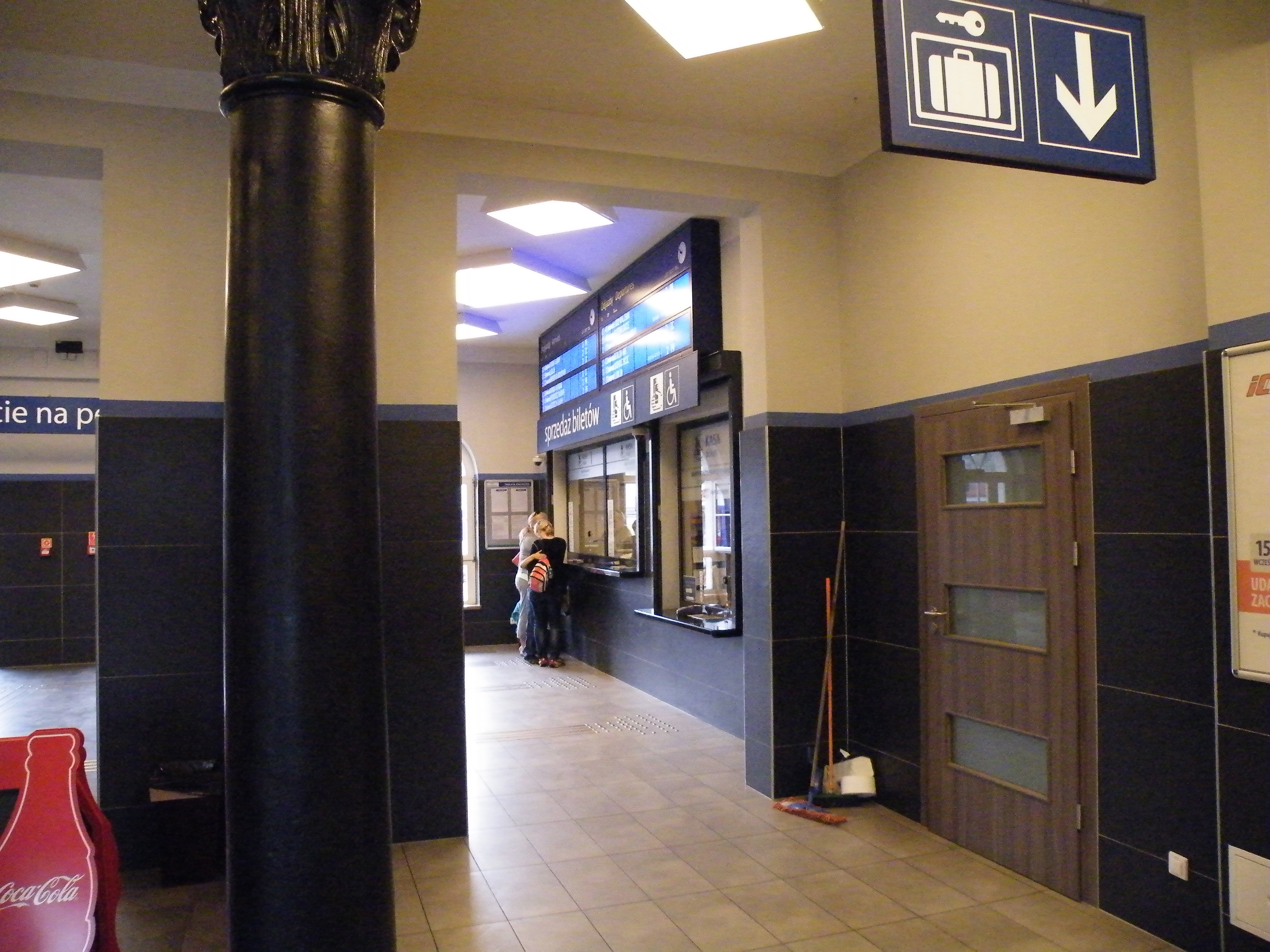
Kasy biletowe